# Intel 8283

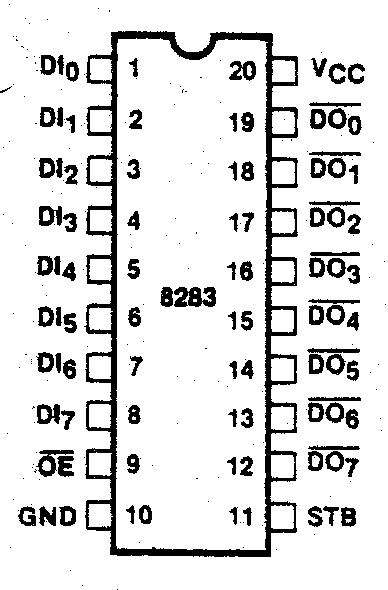
Pinbelegung des 8283

Der Intel 8283 ist ein 8-Bit-Latch, der primär für die Intel-8086/8087/8088/8089-Prozessoren entwickelt wurde. Der Baustein wird im 20-Pin-DIL-Gehäuse geliefert. Ist OE (Output Enable) auf GND geschaltet, ist der Baustein angewählt. STB (Strobe) ist mit dem Anschluss ALE (Address Latch Enable) des Prozessors verbunden und übernimmt damit die Adressdaten aus dem gemultiplexten Adress-/Datenbus. Die einkommenden Daten werden – im Gegensatz zum 8282 – invertiert.
Der Intel 8283 wurde u. a. an NEC und Siemens lizenziert. Vom VEB Halbleiterwerk Frankfurt (Oder) wurde der Intel 8283 als DS8283D hergestellt.

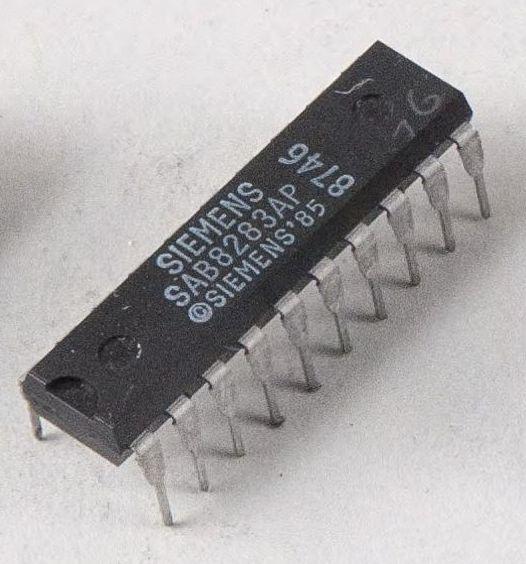
Siemens SAB8283AP im Deutschen Museum
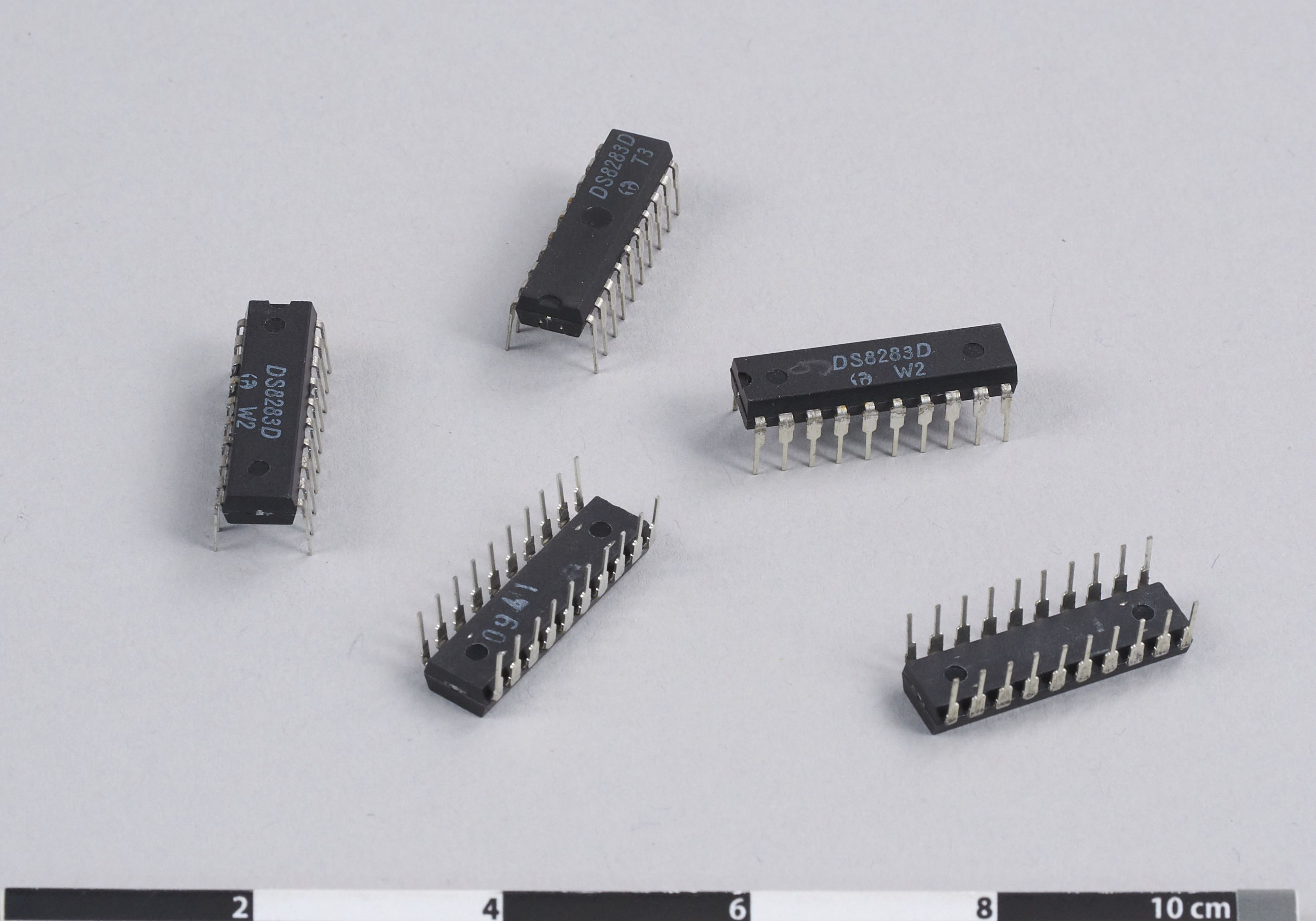
HFO DS8283D im Deutschen Museum